# Westdeutscher Rundfunk

Publieke omroepen van de Duitse deelstaten

De Westdeutscher Rundfunk (WDR), officiële naam Westdeutscher Rundfunk Köln, is de publieke  mediainstelling van de West-Duitse deelstaat Noordrijn-Westfalen. De WDR is lid van de ARD en ging op 1 januari 1956 van start, nadat de Nordwestdeutscher Rundfunk werd opgesplitst in de NDR en de WDR. De WDR is politiek neutraal en maakt programma's op elk gebied, behalve religieuze.
De financiering geschiedt uit kijk en luistergelden ''Rundfunkbeitrag'' die de ingezetenen van de Bondsrepubliek moeten betalen. De zender bezit een maatschappij voor de verkoop van reclamezendtijd. Toch zijn drie van haar vijf (via de analoge ether verspreide) radioprogramma's voor algemene omroep in het geheel niet dienstbaar aan het maken van winst door derden. Bij de omroep werkten in 2013 ruim 4.000 mensen. Door ingrijpende bezuinigingen nam dit nadien af. De WDR produceerde in 2013 21,25% van alle programma's van de ARD. Daarmee is de WDR de grootste openbare programmaleverancier van Duitsland na de BBC, de tweede. Ook heeft de omroep een website en zendt zij veel radio en televisieprogramma's bovendien in de transmissienormen DAB en DVB uit. De zender ontstond in 1924 uit de Westdeutsche Funkstunde AG in Münster. Vanaf 1933 werd de zender door de nazi's overgenomen, wat duurde tot en met 1945.

## Studio's
Het hoofdkantoor alsmede de radio- en televisiestudio's liggen bij de Appellhofplatz, in het centrum van Keulen, terwijl de afdeling decorbouw en de stalling van de reportagewagens in Keulen-Bocklemünd is gevestigd. Hier werd tot 2020 ook de populaire WDR-soap Lindenstraße opgenomen. Verder zijn er nog regionale studio's in Aken, Köln (in de WDR Arkaden), Bonn, Bielefeld, Düsseldorf, Essen, Duisburg, Dortmund, Münster, Siegen en Wuppertal. Deze studio's produceren dagelijks (behalve in het weekend) om 19.30 uur op WDR-fernsehen het populaire programma Lokalzeit met daarin actualiteiten uit de betreffende regio. Lokalzeit heeft een hoge kijkdichtheid.

## Televisie
- WDR Fernsehen, het derde publieke tv-net in deelstaat Noordrijn-Westfalen.
- In het jaar 2013 produceerde de WDR voor Das Erste 21,25% van de programma's, waaronder bijvoorbeeld de populaire dramaserie Lindenstraße.
- Verder zijn door de WDR geproduceerde programma;s te zien op Phoenix themakanaal van ARD-ZDF samen, KiKA door ARD-ZDF, ARTE, dat is een Duits-Frans cultuurkanaal, en 3sat, het cultuurkanaal van de ARD, ZDF, ORF en SRG.

## Radiozenders
- 1 Live, popmuziek-en jongerenzender
- WDR 2, nieuws, popmuziek, sport
- WDR 3, klassieke muziek en cultuur, zonder reclame
- WDR 4, schlagers, Duitstalige volksmuziek en jaren 60, jaren 70 en jaren 80
- WDR 5, educatieve en informatieve/culturele zender, zonder reclame
- WDR COSMO (voorheen Funkhaus Europa), wereldmuziek-/immigrantenzender, in samenwerking met Radio Bremen en Rundfunk Berlin-Brandenburg.
- Kiraka, zender voor kinderen
- WDR VERA, verkeersinformatie via DAB+ en AM 720 kHz en 774 kHz
- WDR Event, evenementenradiozender via DAB+, satelliet, kabel en AM 720 kHz en 774 kHz

Op Euregionaal niveau werkt de WDR samen met de regionale omroepen in Nederland en België. In dit verband worden er regelmatig opnamen uitgewisseld met onder andere L1, Omroep Gelderland, Radio Oost en de Duitstalige BRF.
De tv-zender WDR is beschikbaar in het basispakket van de meeste Nederlandse providers.